# Breviceps macrops

Verbreitungsgebiet

Der Wüstenregenfrosch (Breviceps macrops) ist eine Amphibien-Art aus der Gattung Breviceps.

## Beschreibung
Der Körper ist im Verhältnis größer und der Rumpf weniger aufgetrieben als bei Breviceps gibbosus und Breviceps mosambicus. Die Kopf-Rumpf-Länge beträgt mit bis zu 48 Millimetern das 6,5- bis 8-fache des Augendurchmessers. Der Interorbitalraum ist nur knapp halb so breit wie ein oberes Augenlid. Die Finger sind relativ kurz und dick. Der erste und zweite Finger sind gleich lang und doppelt so lang wie der vierte Finger. Sie sind allerdings geringfügig kürzer als der dritte Finger. Dieser ist nicht länger als das Auge. Die Zehen sind ziemlich kurz und nehmen vom ersten bis zum vierten Zeh an Länge zu. Die vierte Zehe ist nicht länger als der dritte Finger. Die fünfte Zehe ist so lang wie die zweite Zehe. Die Subarticularhöcker der Finger sind sehr klein und nur sehr wenig vorspringend. An den Zehen sind keine Subarticularhöcker vorhanden. Es sind zwei große, schwach hervorspringende Metatarsalhöcker vorhanden, von denen der mediale länger ist als sein Abstand vom Ende der ersten Zehe. Der Rumpf ist oben mit kleinen, glatten Warzen besetzt. Beine und Unterseite sind glatt. Die Oberseite ist hell sandfarbig sowie dunkelbraun gefleckt und marmoriert. Ein schmaler, gerader und dunkler Querstreifen findet sich vorne und ein breiter, winkliger oder bogenförmiger dunkler Querstreifen hinten zwischen den Augenlidern. Die Oberlippe, die Gliedmaßen sowie die Unterseite sind weiß.

## Vorkommen
Die Art kommt entlang der Küste von Little Namaqualand von südlich von Kleinsee im äußersten Westen von Südafrika bis Lüderitz im äußersten Südwesten von Namibia vor.

## Systematik
Die Art Breviceps macrops wurde 1907 von George Albert Boulenger beschrieben.

## Gefährdung und Schutzmaßnahmen
Diese Art ist durch den Verlust ihres Lebensraums in Folge von Siedlungsmaßnahmen, Bergbau und Ackerbau in ihrem Bestand bedroht. Ob diese Art in geschützten Gebieten vorkommt, ist nicht bekannt.